# سكان إيران

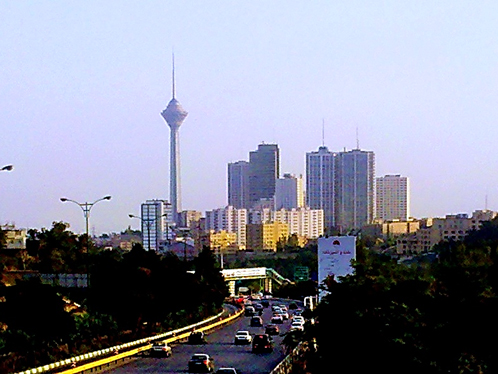
طهران، العاصمة الإيرانية والمدينة الأکثر کثافة سکانية في إيران

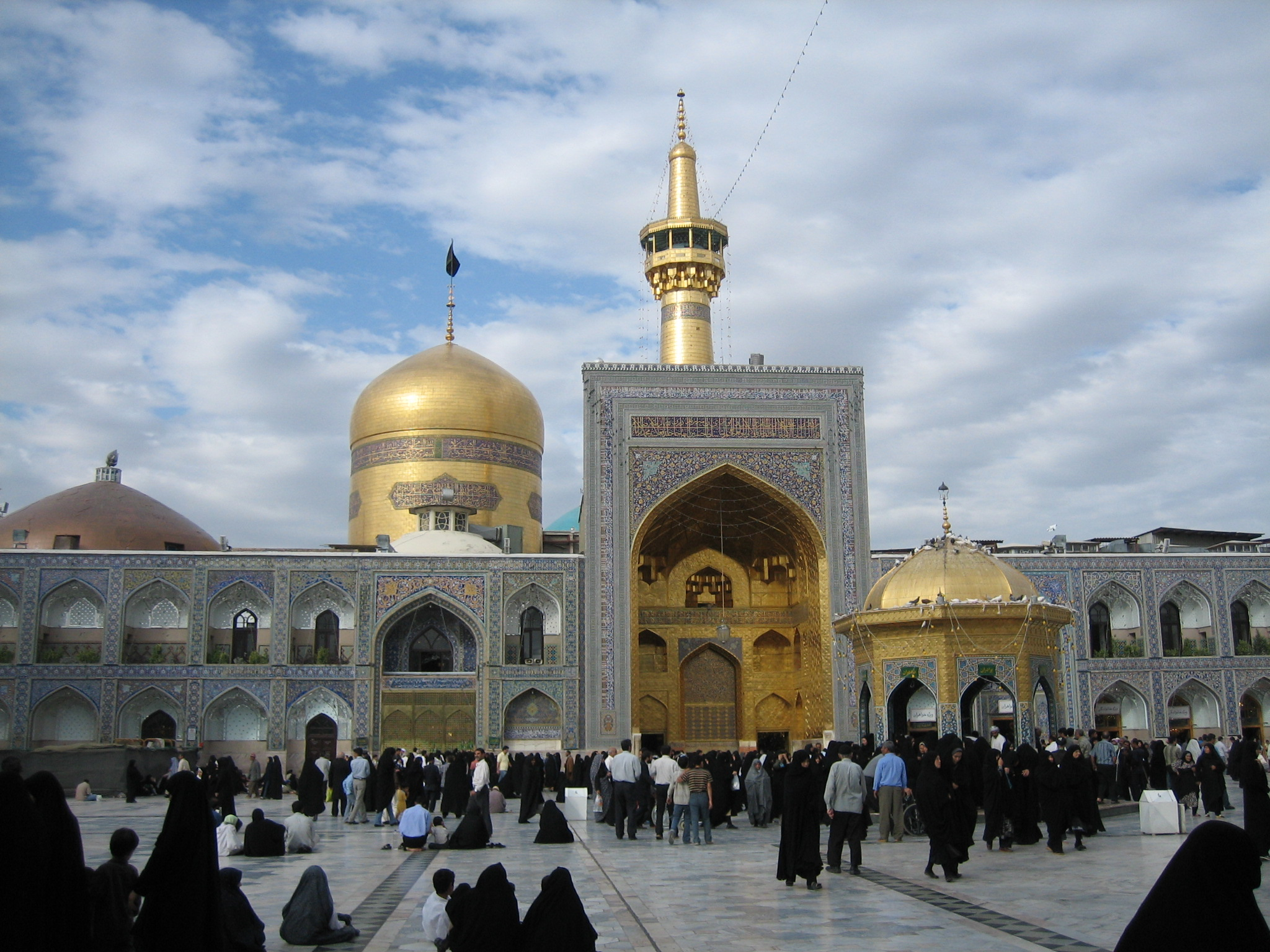
مشهد، المدينة الثانية من حيث الکثافة السکانية في إيران

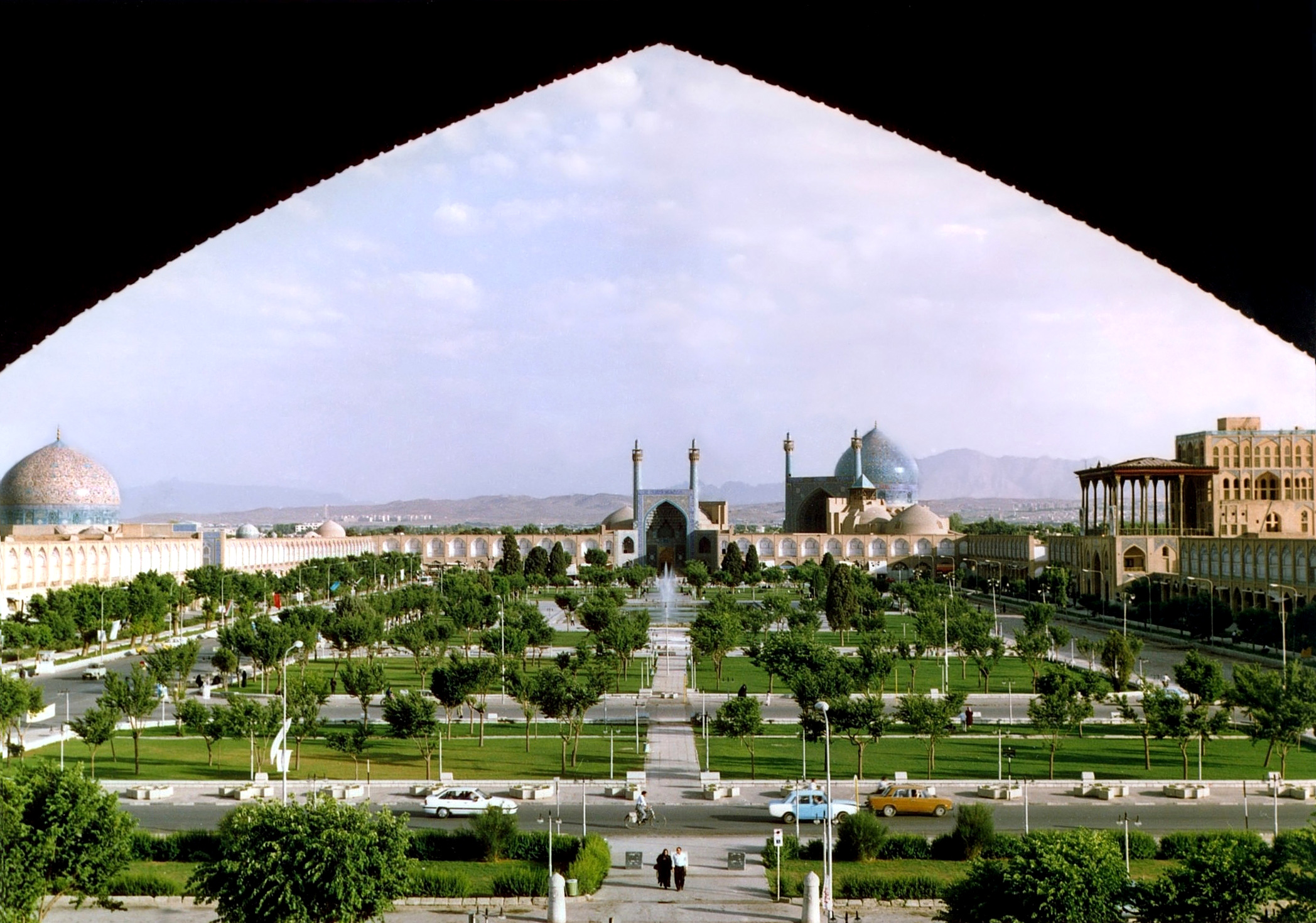
اصفهان، المدينة الثالثة من حيث الکثافة السکانية في إيران

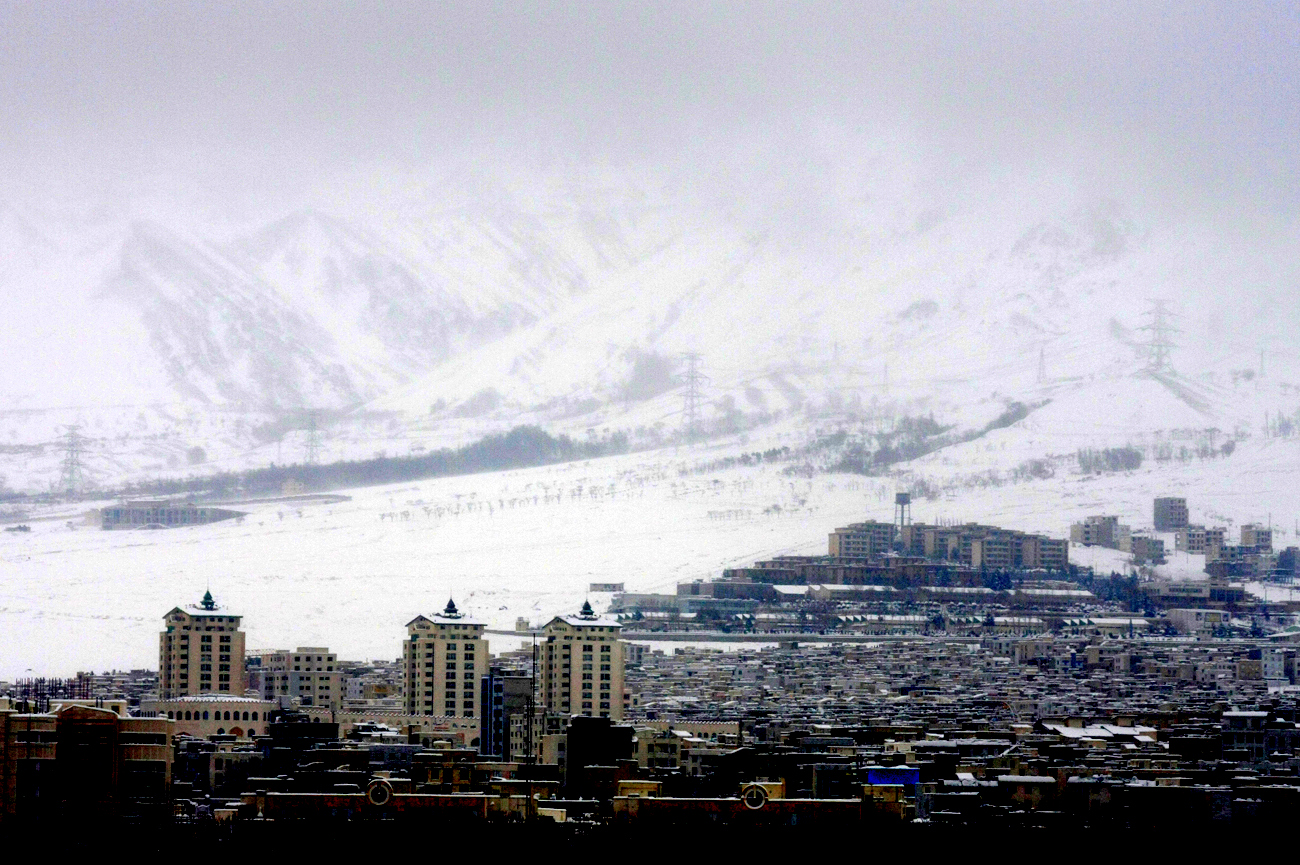
كرج، المدينة الرابعة من حيث الکثافة السکانية في إيران

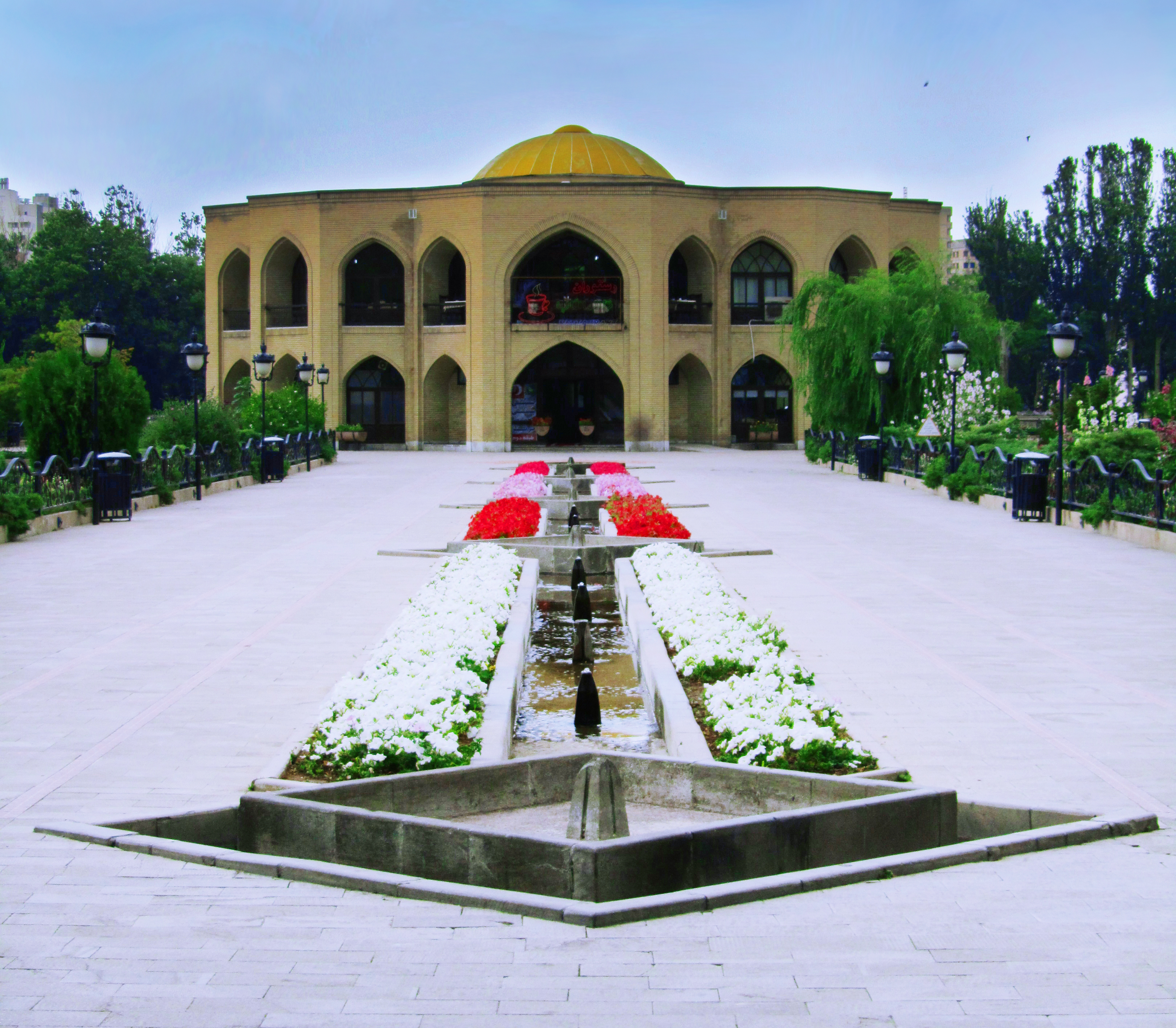
تبريز، المدينة الخامسة من حيث الکثافة السکانية في إيران

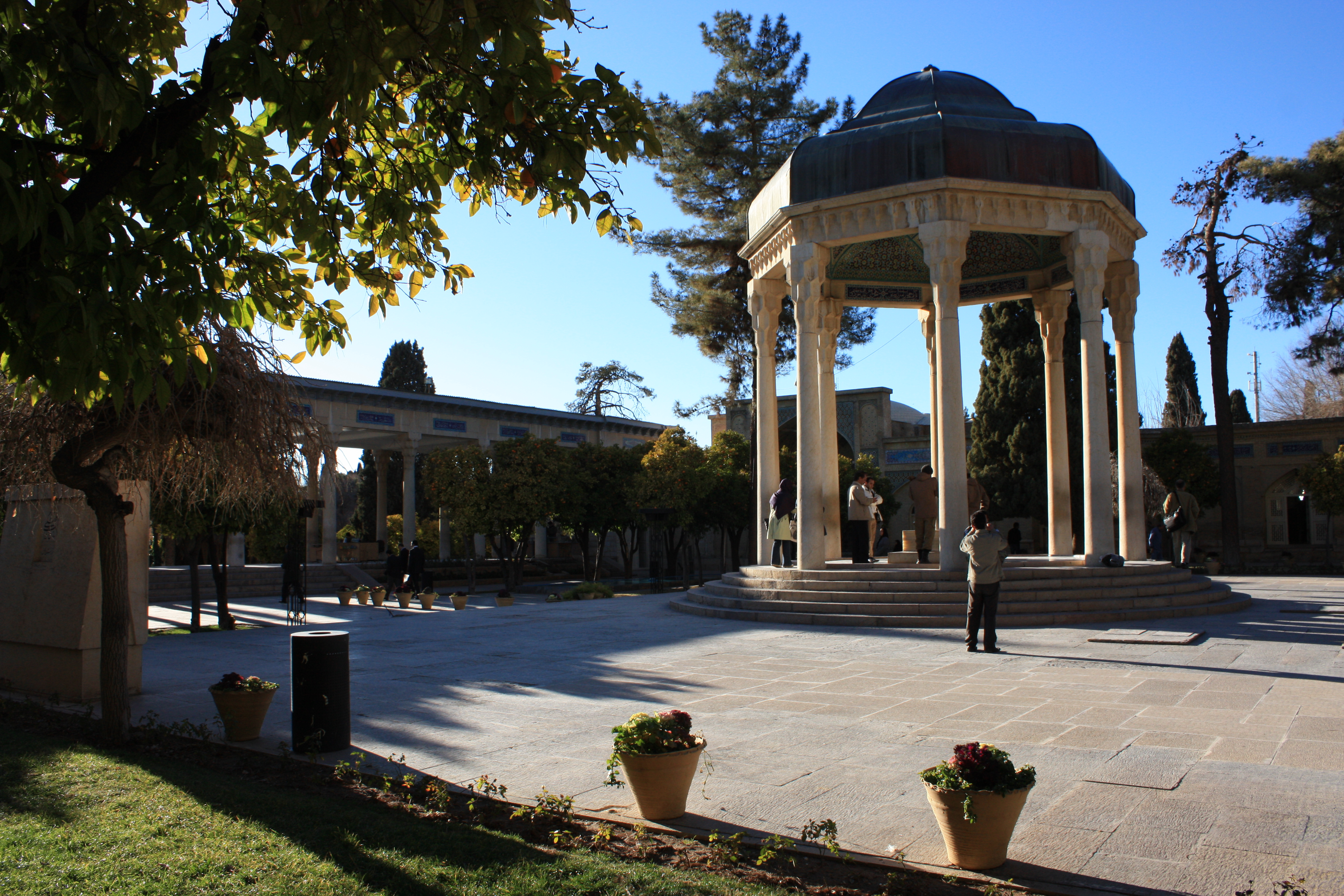
شيراز، المدينة السادسة من حيث الکثافة السکانية في إيران

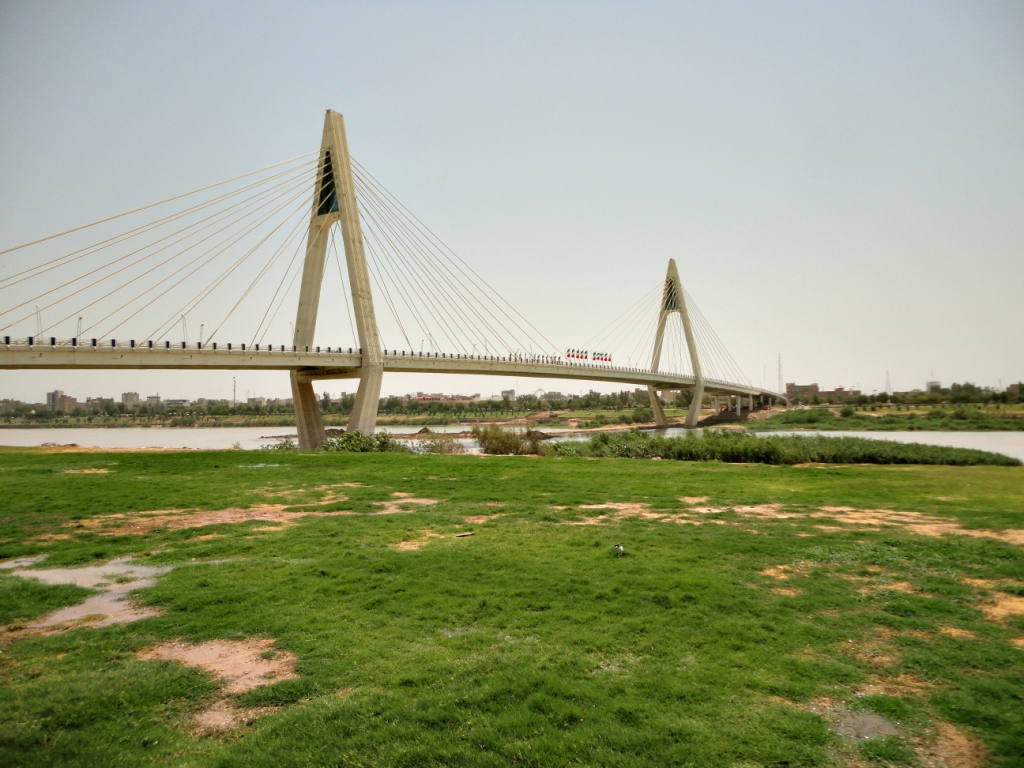
أهواز، المدينة السابعة من حيث الکثافة السکانية في إيران

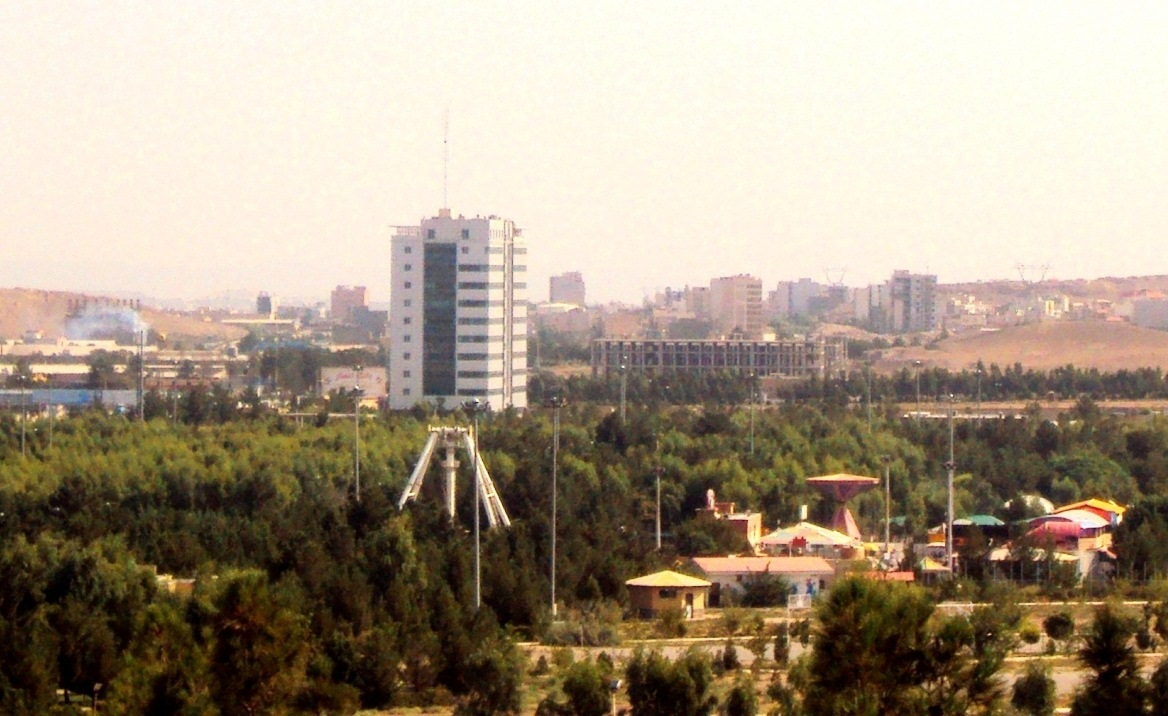
قم، المدينة الثامنة من حيث الکثافة السکانية في إيران

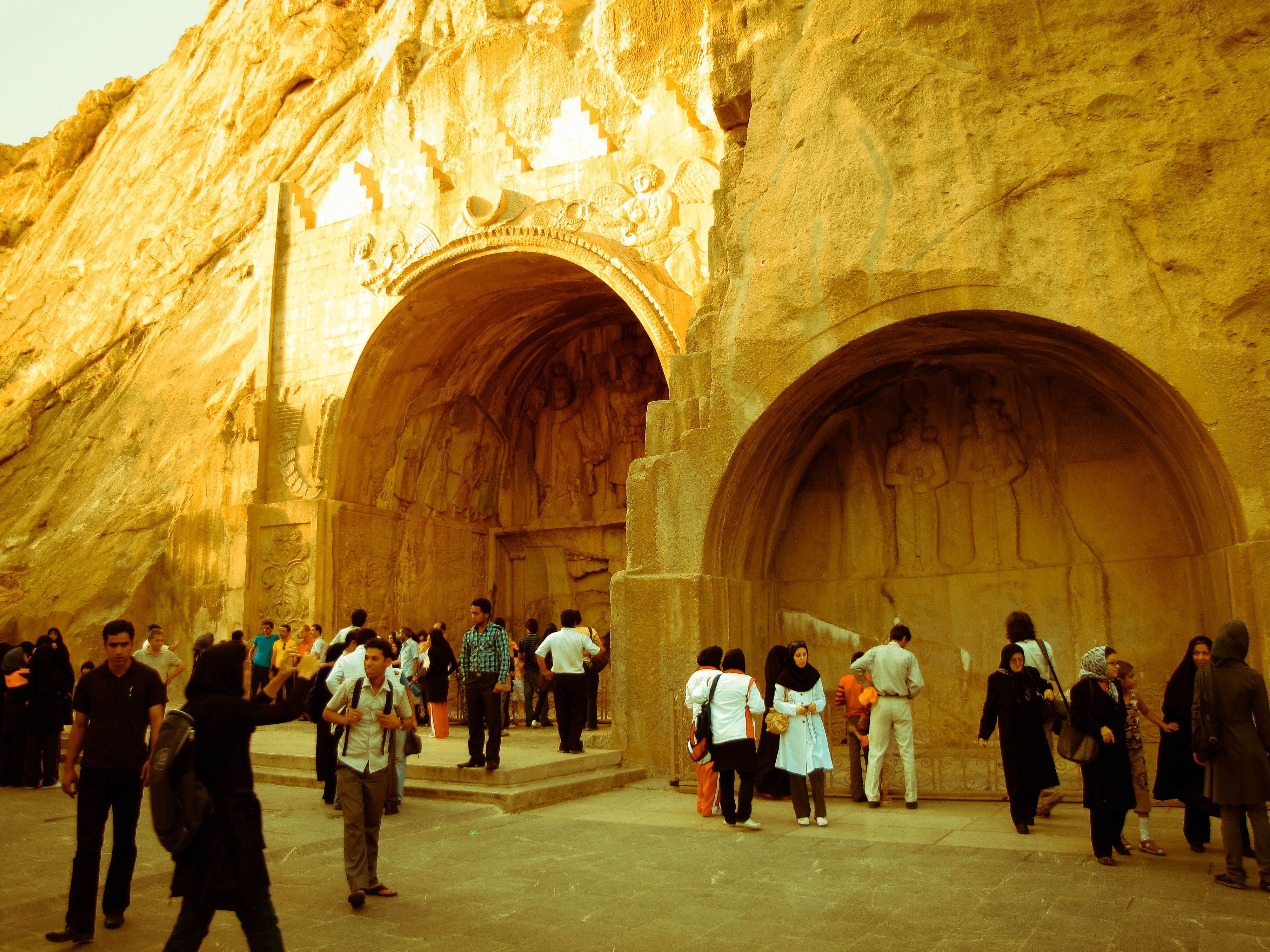
كرمانشاه، المدينة التاسعة من حيث الکثافة السکانية في إيران

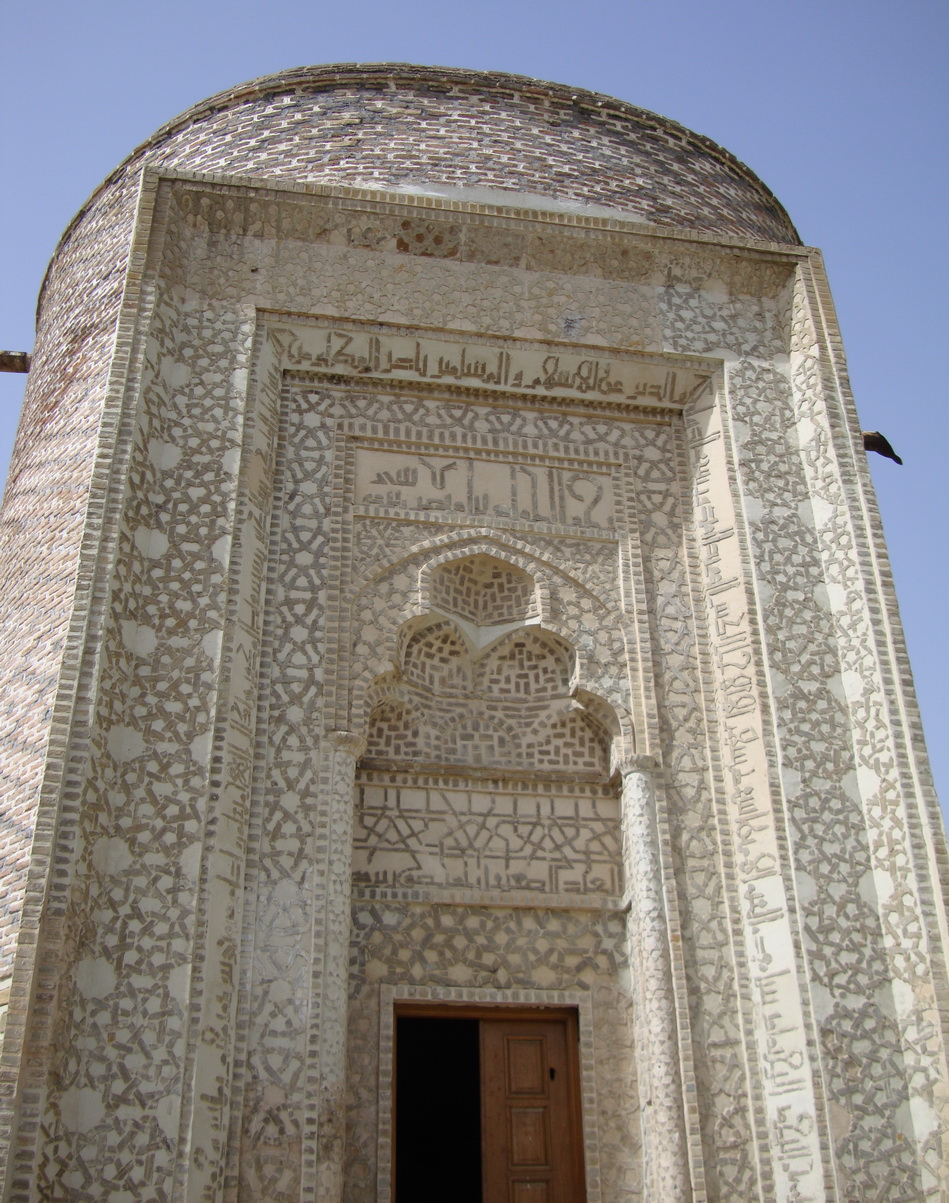
أرومية، المدينة العاشرة من حيث الکثافة السکانية في إيران

يبلغ عدد سكان إيران حاليا ما يقارب 84 مليون نسمة، ربعهم تحت عمر 15 سنة. ويسكن معظمهم في جنوب بحر قزوين وفي شمال غرب إيران. أكبر مدن إيران حسب احصائية عام 2011 في إيران هي طهران (8,154,051) ثم مشهد (2,749,374) ثم أصفهان (1,756,126) ثم كرج (1,614,626) ثم تبريز (1,494,988) ثم شيراز (1,460,665).

## التوزع العرقي
تحاول حكومة إيران عدم نشر إحصائية رسمية بالتوزع العرقي بسبب سياستها القائمة على تفضيل العرق الفارسي، لكن تقديرات أميركية في (كتاب حقائق العالم) وزعتهم كما يلي:
فرس 51% وآذريين (أتراك) 24% وجيلاك ومازندرانيون 8% وأكراد 7% وعرب 3%، لور 2%، بلوش 2%، تركمان 2%، أعراق أخرى 1%. وثمة تقدير آخر كما يلي: فرس 49%، آذريين (أتراك) 18%، أكراد 10%، جيلاك 6%، مازندرانيون 4%، عرب 2.4%، لور 4%، بختياري 1.9%، تركمان 1.6%، أرمن 0.7%.
لكن دراسة قام بها الباحث الإيراني يوسف عزيزي قالت أن العرب يشكلون أكثر من 7.7% من سكان إيران. منهم 3.5 مليون في محافظة خوزستان وما تبع لها (غالبهم شيعة ويتكلمون بلهجة أحوازية القريبة من اللهجة العراقية)، و 1.5 عرب في سواحل الخليج العربي خاصة بندر لنجة (سنة يتكلمون لهجة خليجية)، و 0.5 مليون متفرقين. وهذا العدد طبعاً لا يتضمن اللاجئين والمنفيين من العراق. كما يقدر عدد أكراد إيران بنحو 10% من سكان إيران.
أما التوزيع السكاني وفق إحصاء سنة 1399 هـ - 1979 م[وصلة مكسورة]:
1. الفرس 63%
2. الأتراك (الأذر والتركمان) 20%
3. العرب 8%
4. الأكراد 6%
5. البلوش 2%
6. جماعات أخرى 2%

التوزيع الجغرافي للعرقيات في إيران:
1 - الفرس يشكلون الأغلبية السكانية في 11 محافظة من أصل 31 محافظة إيرانية وهي كالتالي: محافظات (خراسان الرضوية - خراسان الجنوبية - سمنان - مركزي - قم - البرز - اصفهان - فارس - يزد - كرمان - بوشهر) كما ويشكلون قرابة نصف سكان في محافظات (طهران - هرمزكان - همدان - قزوين - كلستان)
2 - الأتراك وهم من (الاذريين + التركمان) ويشكلون الأغلبية السكانية في 3 محافظات وهي محافظات (أذربيجان الشرقية - اردبيل - زنجان) كما ويشكلون نصف سكان محافظة قزوين و 40% من سكان محافظة كلستان وربع السكان من محافظة طهران وخمس سكان محافظة آذربيجان الغربية.
3- الأكراد وهم من (الأكراد السنة + اللر + البختياريين + الكلهر + اللك) ويشكلون الأغلبية السكانية في 7 محافظات وهي (آذربيجان الغربية - كردستان - كرمنشاه - ايلام - لرستان - جهارمحال وبختياري - كهكيلويه وبوير احمد). كما ويشكل الأكراد تقريبا نصف سكان محافظة همدان وثلثي السكان في محافظة خراسان الشمالية.
4 - العرب ويشكلون أكثرية سكان محافظة خوزستان ونصف سكان محافظة هرمزكان.
5 - البلوش ويشكلون الاكثرية السكانية في محافظة سيستان وبلوجستان وربع السكان في محافظة كرمان.
6 - الديلم وهم بالأصل من الفرس يشكلون الاكثرية السكانية في محافظة غيلان
7 - المازندرانيون وهم بالأصل من الفرس يشكلون الأغلبية السكانية في محافظة مازندران

## اللغة
الفارسية هي اللغة الرسمية. إلا أن الآذرية (لهجة تركية) والكردية واللرية والعربية تستعملها أقليات كل منها تفوق المليون عددا.

## الديانة
يدين معظم الإيرانيين بالإسلام، ويتبع أغلبية كبيرة من السكان المذهب الشيعي الجعفري والمعروف أيضا بالمذهب الإمامي أو الإثنى عشري. ويأتي في المرتبة الثانية المذهب السني. ثم ديانات أخرى مثل البهائية واليهودية والزردشتية والمسيحية.
تاريخياً كان أهل السنة (الشافعية والحنفية) الأكثرية في إيران. وكان الشيعة أقلية، محصورة في بعض المدن الإيرانية، مثل قم، وقاشان، ونيسابور، ولما وصل الشاه إسماعيل الصفوي إلى الحكم سنة 907 هـ أجبر أهل السنة على التشيع حين خيرهم بينه، وبين الموت. يقول الباحث العراقي د. علي الوردي متحدثاً عن حكم الصفويين لإيران والعراق: «يكفي أن نذكر هنا أن هذا الرجل (الشاه إسماعيل الصفوي) عمد إلى فرض التشيع على الإيرانيين بالقوة، وجعل شعاره سب الخلفاء الثلاثة. وكان شديد الحماس في ذلك سفاكاً لا يتردد أن يأمر بذبح كل من يخالف أمره أو لا يجاريه. قيل أن عدد قتلاه ناف على ألف ألف نفس» أي مليون سني. وانتشر المذهب الشيعي بالتدريج في وسط إيران بينما بقي أهل السنة في الأطراف.
ولا توجد إحصائيات رسمية بتوزع المذاهب في إيران، ولذلك فإن التقديرات تختلف كثيراً. ويمكن تصنيف المجموعات الدينية في إيران وفق التالي:

### الشيعةالإثنا عشرية
وهم الغالبية، وأكثرهم من الفرس ثم من الأذريين. وهم منتشرين في جميع مناطق إيران ويقل تواجدهم في بلوشستان. وکما تشير وكالة المخابرات المركزية الأمريکية (سي آي إيه)، ما بين 90-95% من المسلمين في إيران هم الشيعة.

### السنة
لا تقوم الحكومة الإيرانية بالسؤال عن مذهب المواطنين عند القيام بإحصاء للتعداد السكاني فلذلك تتضارب المعلومات بشأن الحجم الحقيقي للسنة في إيران: فالإحصاءات الشبه الرسمية لحكومة إيران تقول أنهم يشكلون 10 % من السكان. کذلك تشير وكالة المخابرات المركزية الأمريکية (سي آي إيه) أن 5-10% من المسلمين في إيران هم أهل السنة. إلا أن بعض مصادر السنة المعارضة تؤكد أنهم يشكلون 30%، وهو يوافق -كما يقولون- الإحصائية القديمة التي أجريت أثناء حكم الشاه. ومصادر مستقلة تقول أن السنة يشكلون من 15 إلى 20 % من سكان إيران[وصلة مكسورة].
يتوزع السنة على أطراف إيران بعيداً عن المركز الذي تشيع أثناء الحكم الصفوي. أكثرهم من الأكراد (شافعية) والبلوش (حنفية) والتركمان (حنفية) والطوالش (الديلم، غرب بحر قزوين في غيلان وأردبيل)، ثم يليهم العرب (خاصة في بندر لنجة) وبعض الآذريين (حنفية نقشبندية). أما الفرس الشافعية فكثير منهم من في محافظة فارس وبعضهم في طهران. وأهل السنة يشكلون الغالبية في کردستان (من مدينة قصر شيرين شمال الأحواز إلى حدود أرمينية على طول حدود تركيا) وبلوشستان وبندر عباس والجزر الخليجية وبو شهر وتركمن صحرا (من بحر قزوين إلى حدود تركمانستان) وشرقي خراسان (تحدها من الشمال تركمانستان، ومن ناحية الشرق أفغانستان). كما يتواجدون كأقليات في كرمنشاه وخوزستان، ومناطق في محافظة لرستان إضافة لمن هاجر منهم للمدن الكبرى كطهران وأصفهان ومشهد.

### المسيحيون
تعد المسيحية أكبر أقلية دينية في إيران، قدرَّت وزارة الخارجية الأمريكية أعداد المسيحيين في إيران عام 2004 بحوالي 300,000 نسمة. في عام 2014 قدَّر تقرير نشرته وزارة الداخلية للمملكة المتحدة أعداد المسيحيين في إيران بحوالي 370,000 نسمة، حيث أن التعداد السكاني الرسمي الإيراني لا يتضمن أعداد المسيحيين غير الحاملين للجنسية الإيرانيَّة وللمسلمين المتحولين للديانة المسيحية. وأغلبية المسيحييين في إيران هم من الأرمن، وقد قل عددهم بشكل كبير بسبب هجرتهم للخارج عقب الثورة الإسلامية، وهم متواجدين في شمال إيران في مازندران وجيلان كما إن لهم وجود في أصفهان وطهران. وهناك من القومية الآشورية أيضاً ويقدر عددهم 250,000 سنة 1935 ولكن هاجر الكثير منهم للخارج وحالياً يقدرون 75,000 وأغلبيتهم يسكنون في محافطة أرومية.
وفقاً لمصادر ازداد نمو والتحول إلى المسيحية في العقدين الأخيرين في إيران، مما تسبب في قلق الحكومة الإسلامية. قدرّت دراسة من قبل الباحث والمبشر المسيحي «دوان ميلر» من جامعة سانت ماري الأمريكيّة في تكساس وجامعة أدنبرة وباتريك جونستون من المنظمة التبشيرية المسيحية "WEC International" في عام 1979 كان هناك أقل من 500 من المسلمين الفُرس المتحولين للمسيحية في إيران، وفي عام 2015 تخطى العدد 100,000 شخص. يعتبر التحول من الإسلام إلى المسيحية جريمة في إيران وتصل العقوبة إلى السجن أو عقوبة الإعدام.

### اليهود
لليهود صلات تاريخية قوية بإيران. لكن عددهم تناقص كثيراً بسبب الهجرة. ومع ذلك يعتبر يهود إيران أكبر تجمع يهودي في الشرق الأوسط خارج إسرائيل. وعددهم مختلف عليه لكن الكثير من المصادر تشير إلى 25 ألف يهودي. وهو دين معترف به رسمياً.

### الزردشتية
يقدر عدد الزردشتية بـ22 ألف. وهو دين معترف به رسمياً. ويلقى تشجيعاً رسمياً كبيراً حيث تم اعتباره أيام البهلوية رمزاً للقومية الإيرانية. ولهم مقعداً في البرلمان. ولكن الكثير منهم هاجر إلى الولايات المتحدة، وأصبح تواجدهم في إيران محصوراً على أقليات في مدينتي يزد وكرمان.

### البهائية
يقدر عددهم بـ300 ألف. وهو دين غير معترف به رسمياً.

## معرض صور

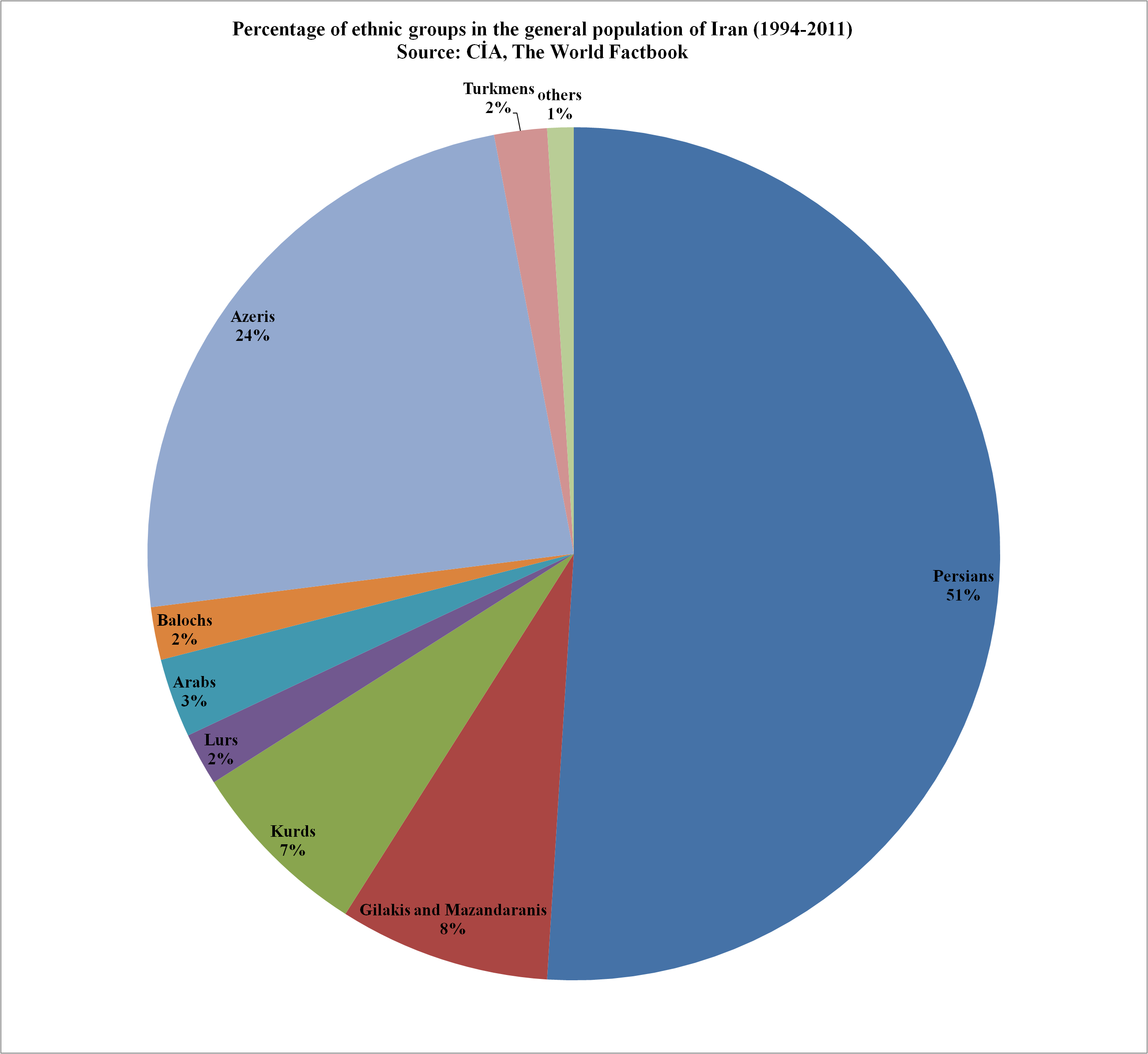
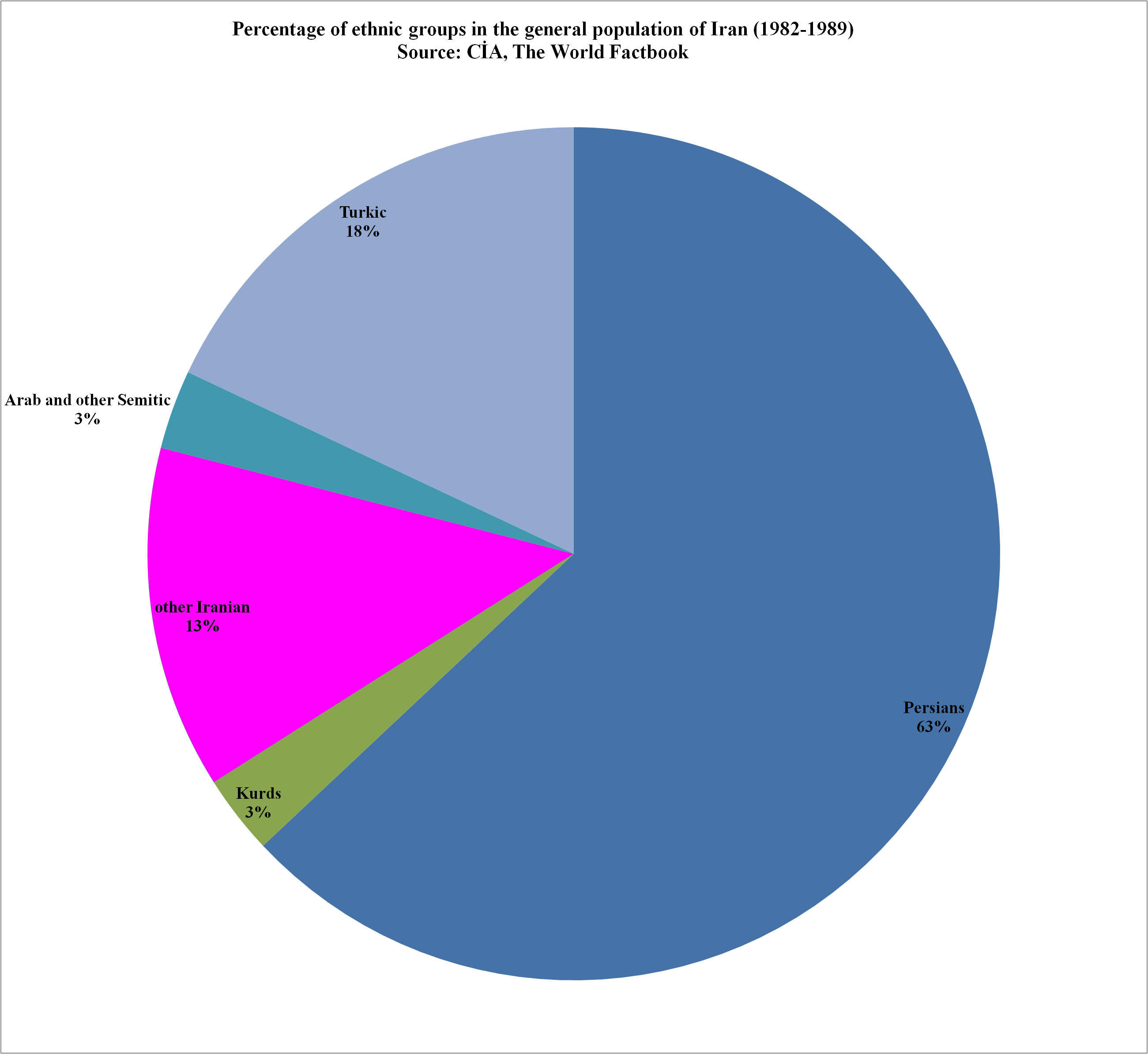
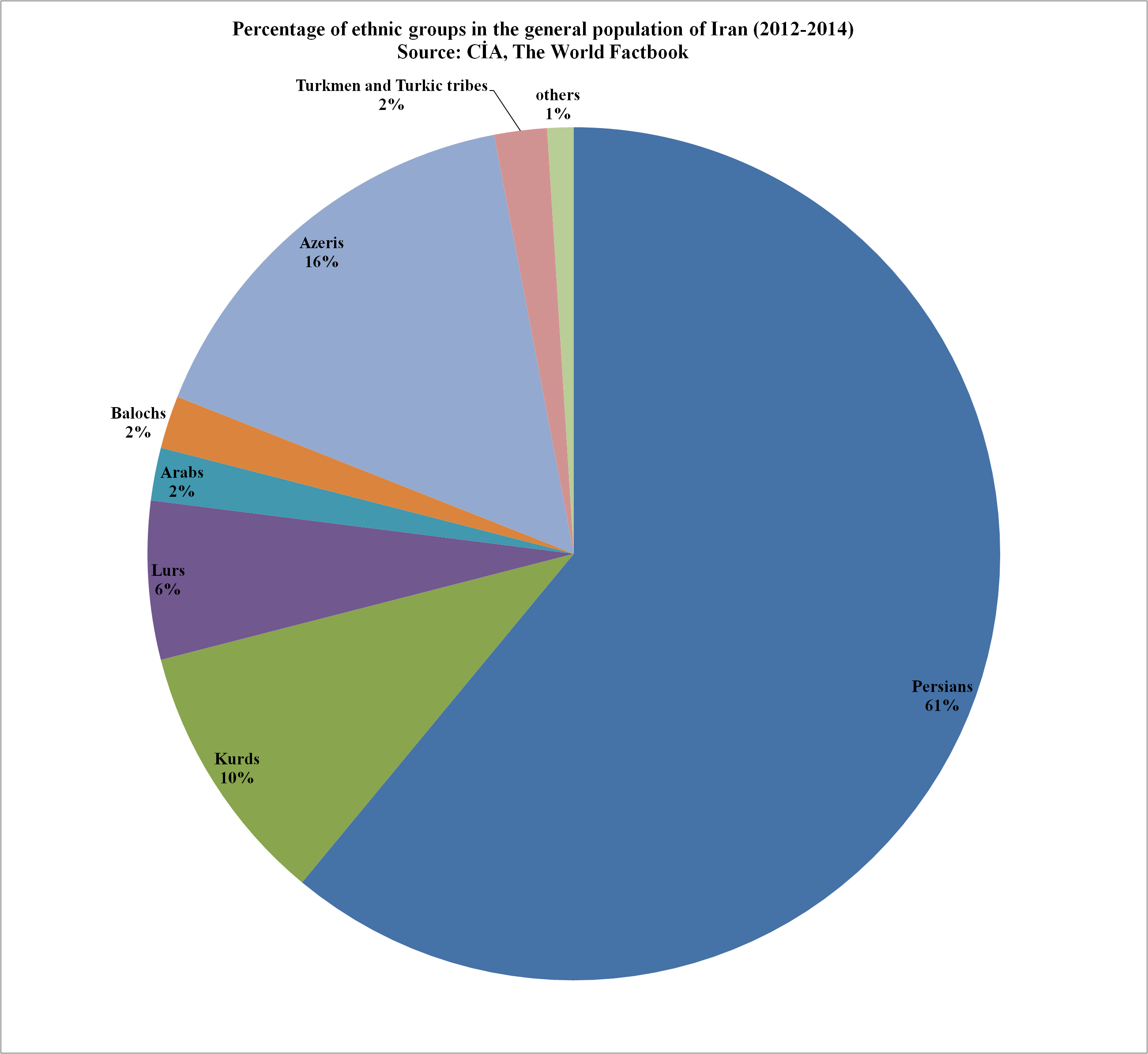
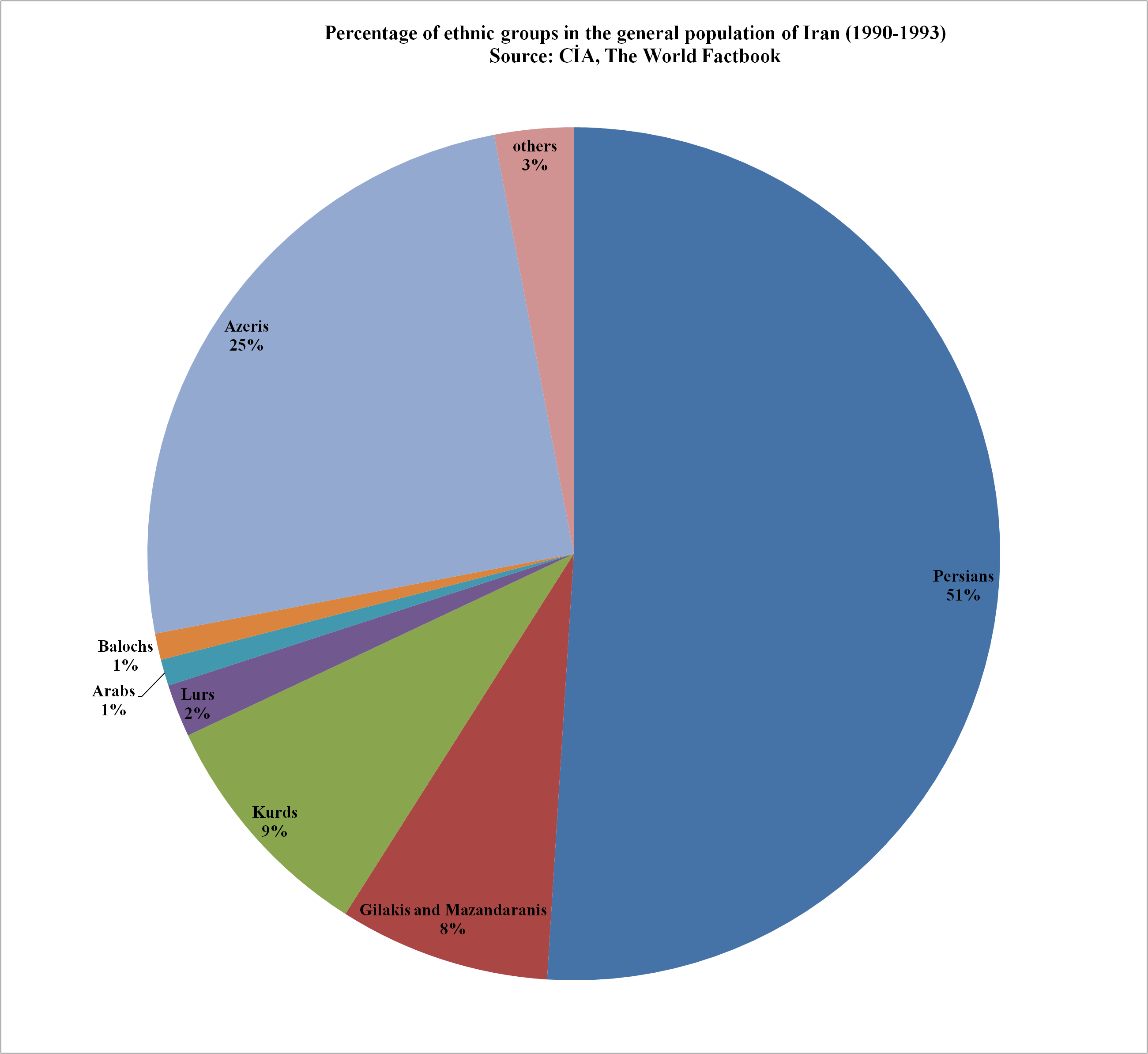